# Mojorembun (Kradenan)
Mojorembun is een bestuurslaag in het regentschap Blora van de provincie Midden-Java, Indonesië. Mojorembun telt 2772 inwoners (volkstelling 2010).